# Vitória Antares
O Vitória Antares foi uma equipe brasileira de futebol americano de Vitória, no Espírito Santo extinto em 2015 após fusão com o Rio Branco Cabritos. 

## História

### Fundação e primeiros anos
Foi fundado em dezembro de 2009, a partir da fusão de Cariacica EScorpions e Vitória Black Star, assumindo o nome de Vitória Antares, em referência à estrela Antares, da Constelação de Scorpius.
Ainda jogando sem pads (equipamentos de proteção), o Vitória Antares disputou seu primeiro jogo dia 5 de maio de 2010 contra a equipe do Revolution e saiu vencedora com o placar de 14 a 6 com o primeiro touchdown da equipe sendo um passe do quarterback #8 Raphael Menezes para o wide receiver #85 Renan "Bambu" Souza. Neste mesmo ano o Vitória Antares disputou mais um amistoso com vitória sobre o Red Eagles por 21 a 7 e o seu primeiro campeonato estadual no qual ele ficou com o terceiro lugar e uma campanha de três vitórias e três derrotas.
No início de 2011, tornou-se uma equipe full pad e ficou em quarto lugar no III Desafio do Triângulo de Futebol Americano em Uberlândia. Disputou dois amistosos contra o Vila Velha Tritões no qual não conseguiu vencer, mas venceu no segundo semestre de 2011 o Desafio Espírito-Santense de Futebol Americano realizado no SESI do Araça em Vila Velha, primeira competição full pad do Espírito Santo, vencendo os três jogos marcando um total de 66 pontos e sem sofrer nenhum ponto.

### Mudança para Fundão
Em 2012, a equipe mudou-se de Vitória para Fundão, assumindo o nome de Antares Futebol Americano. 
Enquanto representou o município de Fundão, foi vice-campeão do Campeonato Capixaba de 2012 e disputou o Torneio Touchdown 2012, ficando em quarto lugar na Conferência Walter Camp com uma campanha 2-4 em seu ano de estreia em uma competição de nível nacional.

### Retorno à Vitória
Com a volta para Vitória em 2013, o clube ganhou nova marca, voltou a chamar-se Vitória Antares e foi novamente vice-campeão do Campeonato Capixaba. 
A equipe mandou seu jogo da primeira fase do Estadual na Pedra da Cebola, e os jogos do Torneio Touchdown 2013 no Estádio Salvador Costa. e disputou o Torneio Touchdown onde com uma camapanha heróica, depois de sair de um temporada com três derrotas nos primeiros três jogos o Vitória Antares conseguiu quatro vitórias seguidas e ficando com uma campanha 4-3, e indo pela primeira vez na sua curtíssima história aos playoffs de uma competição nacional, onde viajou até o Rio de Janeiro, mas voltou com a derrota de 23 a 0 para o posteriormente vice-campeão do Torneio Touchdown, o Flamengo FA.
O Vitória Antares começa o ano histórico de 2014 com a contratação de três americanos, o seu técnico principal (head coach) Dan Ruiz e dois atletas Ruben Alaniz e Blaine Ruiz. Antes dos atletas americanos chegarem, o Vitória Antares fez um amistoso contra a equipe do Piratas FA e venceu por 29 a 6 e jogou contra o Ipatinga Tigres na primeira partida do Torneio Touchdown e venceu por 21 a 0, seu segundo jogo foi contra o Tubarões do Cerrado já com os americanos em campo e após uma viagem de 24 horas o Vitória Antares conseguiu uma grande vitória após estar perdendo por 11 a 0 virou a partida e saiu com a vitoria por 14 a 11, duas semana depois fez seu último jogo antes da pausa para a Copa do Mundo de 2014 e enfrentou a equipe que havia o eliminado na temporada anterior, e com um jogo decidido nos detalhes sofreu sua primeira derrota por 17 a 7, durante a pausa para a Copa do Mundo fez um novo amistoso contra a equipe do Desportiva Piratas e saiu vencedor com um placar de 42 a 0  e na volta do Torneio Touchdown viajou para Cajuru-SP para enfrentar a equipe do Botafogo Challengers e saiu com a vitória de 26 a 2, agora o próximo jogo é contra a Portuguesa de São Paulo no Estádio Salvador Costa em Vitória.

### Fusão com o Rio Branco Cabritos
Em 2015, o Vitória Antares funde-se ao Rio Branco Cabritos e é criado o Rio Branco Futebol Americano, sob a administração do Cabritos. A junção de forças visava a formação de um time mais competitivo para disputar o Torneio Touchdown 2015.

## Títulos
Desafio Espírito-Santense de Futebol Americano: 2011

### Campanhas de destaque
- Vice-campeão do Campeonato Capixaba: 2 (2012, 2013)